# Bolitophila dubiosa
Bolitophila dubiosa är en tvåvingeart som beskrevs av Van Duzee 1928. Bolitophila dubiosa ingår i släktet Bolitophila och familjen smalbensmyggor.
Artens utbredningsområde är British Columbia. Inga underarter finns listade i Catalogue of Life.